# 자오칭시
자오칭(조경, 중국어: 肇庆, 병음: Zhàoqìng)은 중화인민공화국 광둥성 서부에 위치한 지급시이다.

## 지리

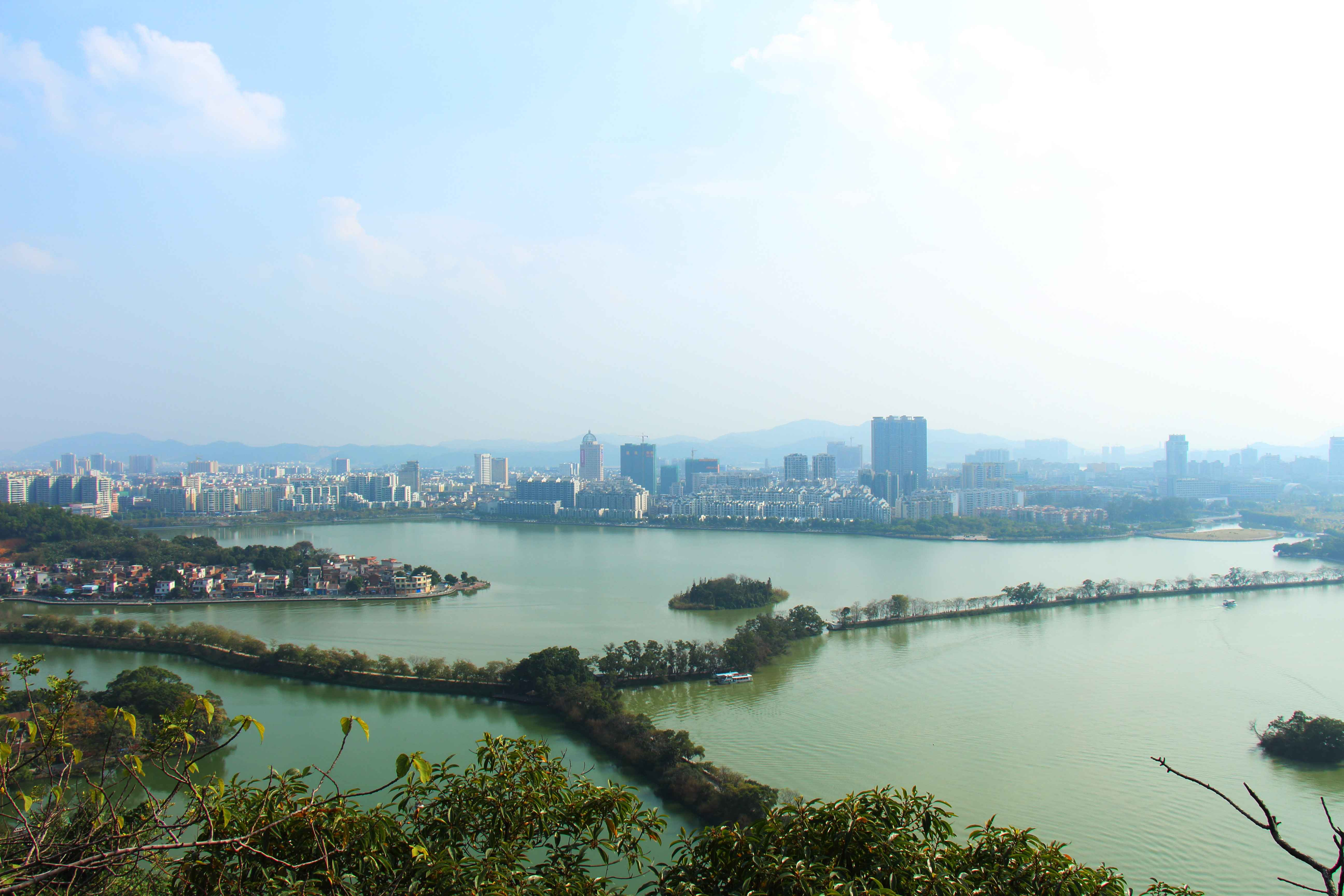
칠성암(七星岩)에서 시가지 방향으로 바라본 전경

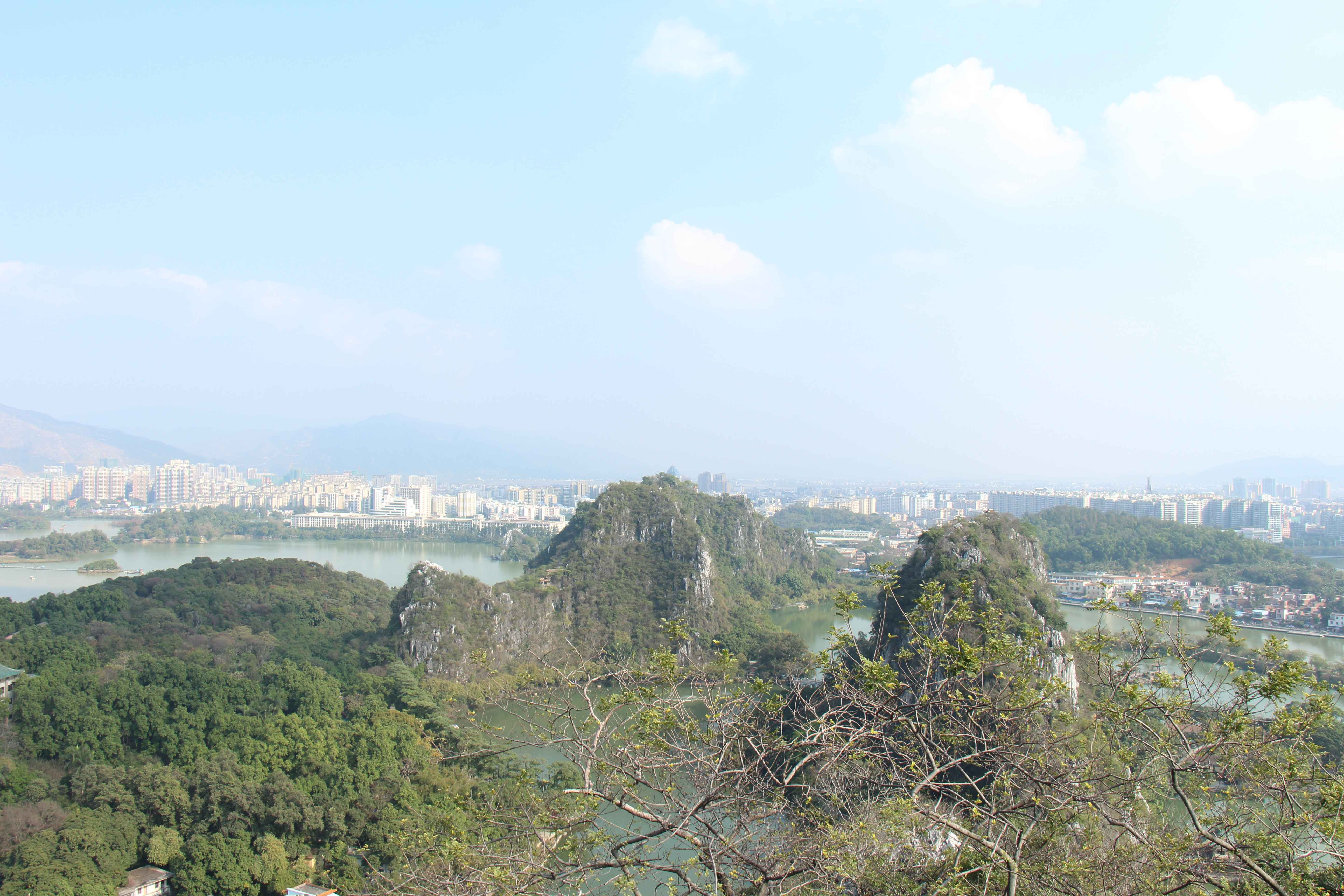
칠성암 원경

자오칭은 주강 삼각주의 서쪽에 위치하고 성도 광저우로부터 북서쪽으로 110km 떨어져있다. 서쪽에서 동쪽으로 흐르는 서강(西江)의 북안에 위치하고 강 건너편으로 가오야오구(高要區)가 위치한다. 남쪽과 서쪽은 평지이고 북쪽과 동쪽은 산지이다.

### 기후
온난습윤기후로 연평균 기온은 21.9 °C이고 연평균 강수량은 1605mm이다.
| Zhaoqing (1981−2010)의 기후                          | Zhaoqing (1981−2010)의 기후 | Zhaoqing (1981−2010)의 기후 | Zhaoqing (1981−2010)의 기후 | Zhaoqing (1981−2010)의 기후 | Zhaoqing (1981−2010)의 기후 | Zhaoqing (1981−2010)의 기후 | Zhaoqing (1981−2010)의 기후 | Zhaoqing (1981−2010)의 기후 | Zhaoqing (1981−2010)의 기후 | Zhaoqing (1981−2010)의 기후 | Zhaoqing (1981−2010)의 기후 | Zhaoqing (1981−2010)의 기후 | Zhaoqing (1981−2010)의 기후 |
| 월                                                   | 1월                         | 2월                         | 3월                         | 4월                         | 5월                         | 6월                         | 7월                         | 8월                         | 9월                         | 10월                        | 11월                        | 12월                        | 연간                        |
| ---------------------------------------------------- | --------------------------- | --------------------------- | --------------------------- | --------------------------- | --------------------------- | --------------------------- | --------------------------- | --------------------------- | --------------------------- | --------------------------- | --------------------------- | --------------------------- | --------------------------- |
| 역대 최고 기온 °C (°F)                               | 28.3 (82.9)                 | 31.4 (88.5)                 | 32.4 (90.3)                 | 34.4 (93.9)                 | 34.9 (94.8)                 | 37.9 (100.2)                | 38.5 (101.3)                | 38.1 (100.6)                | 36.9 (98.4)                 | 35.8 (96.4)                 | 33.1 (91.6)                 | 30.0 (86.0)                 | 38.5 (101.3)                |
| 일평균 최고 기온 °C (°F)                             | 18.2 (64.8)                 | 20.4 (68.7)                 | 22.3 (72.1)                 | 26.3 (79.3)                 | 30.0 (86.0)                 | 31.9 (89.4)                 | 33.4 (92.1)                 | 33.3 (91.9)                 | 31.7 (89.1)                 | 29.2 (84.6)                 | 24.6 (76.3)                 | 20.2 (68.4)                 | 26.8 (80.2)                 |
| 일일 평균 기온 °C (°F)                               | 14.2 (57.6)                 | 16.4 (61.5)                 | 18.6 (65.5)                 | 22.6 (72.7)                 | 26.0 (78.8)                 | 27.8 (82.0)                 | 29.0 (84.2)                 | 28.9 (84.0)                 | 27.7 (81.9)                 | 25.1 (77.2)                 | 20.2 (68.4)                 | 15.8 (60.4)                 | 22.7 (72.9)                 |
| 일평균 최저 기온 °C (°F)                             | 11.3 (52.3)                 | 13.6 (56.5)                 | 15.9 (60.6)                 | 20.0 (68.0)                 | 23.2 (73.8)                 | 25.0 (77.0)                 | 25.8 (78.4)                 | 25.8 (78.4)                 | 24.6 (76.3)                 | 21.8 (71.2)                 | 16.7 (62.1)                 | 12.5 (54.5)                 | 19.7 (67.4)                 |
| 역대 최저 기온 °C (°F)                               | 3.1 (37.6)                  | 3.9 (39.0)                  | 6.1 (43.0)                  | 10.7 (51.3)                 | 16.8 (62.2)                 | 20.4 (68.7)                 | 22.9 (73.2)                 | 22.6 (72.7)                 | 18.8 (65.8)                 | 13.4 (56.1)                 | 5.3 (41.5)                  | 1.7 (35.1)                  | 1.7 (35.1)                  |
| 평균 강수량 mm (인치)                                | 44.8 (1.76)                 | 63.6 (2.50)                 | 88.5 (3.48)                 | 181.9 (7.16)                | 258.8 (10.19)               | 274.7 (10.81)               | 229.1 (9.02)                | 209.2 (8.24)                | 153.6 (6.05)                | 61.0 (2.40)                 | 38.9 (1.53)                 | 28.9 (1.14)                 | 1,633 (64.28)               |
| 평균 강수일수 (≥ 0.1 mm)                             | 8.2                         | 12.3                        | 15.9                        | 17.4                        | 19.9                        | 18.9                        | 17.2                        | 17.4                        | 12.4                        | 6.7                         | 5.5                         | 5.3                         | 157.1                       |
| 평균 상대 습도 (%)                                   | 71                          | 76                          | 80                          | 82                          | 79                          | 82                          | 79                          | 79                          | 75                          | 69                          | 67                          | 66                          | 75                          |
| 출처 1: China Meteorological Data Service Center     |                             |                             |                             |                             |                             |                             |                             |                             |                             |                             |                             |                             |                             |
| 출처 2: Weather China (precipitation days 1971-2000) |                             |                             |                             |                             |                             |                             |                             |                             |                             |                             |                             |                             |                             |

## 역사

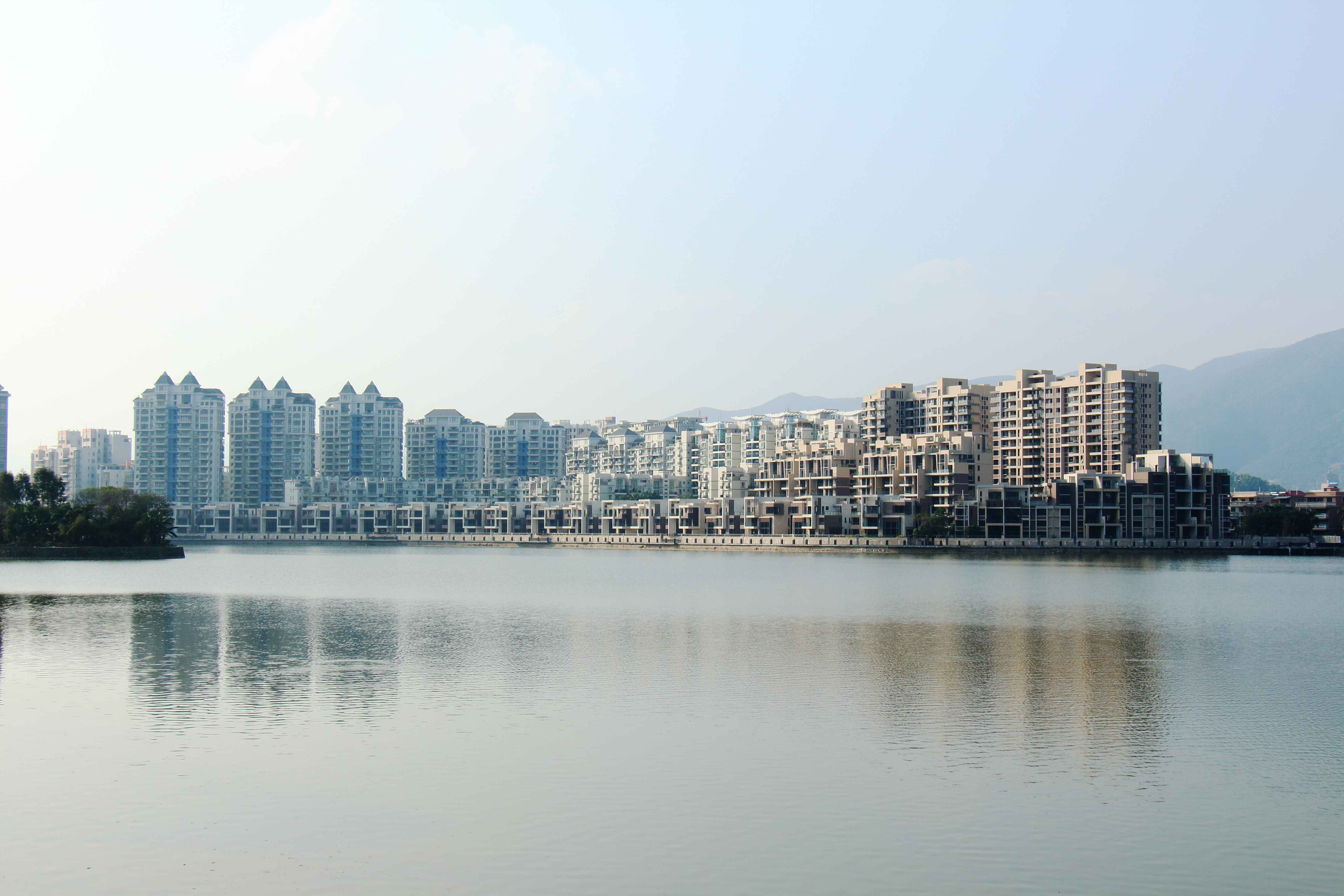
新世界花园楼盘

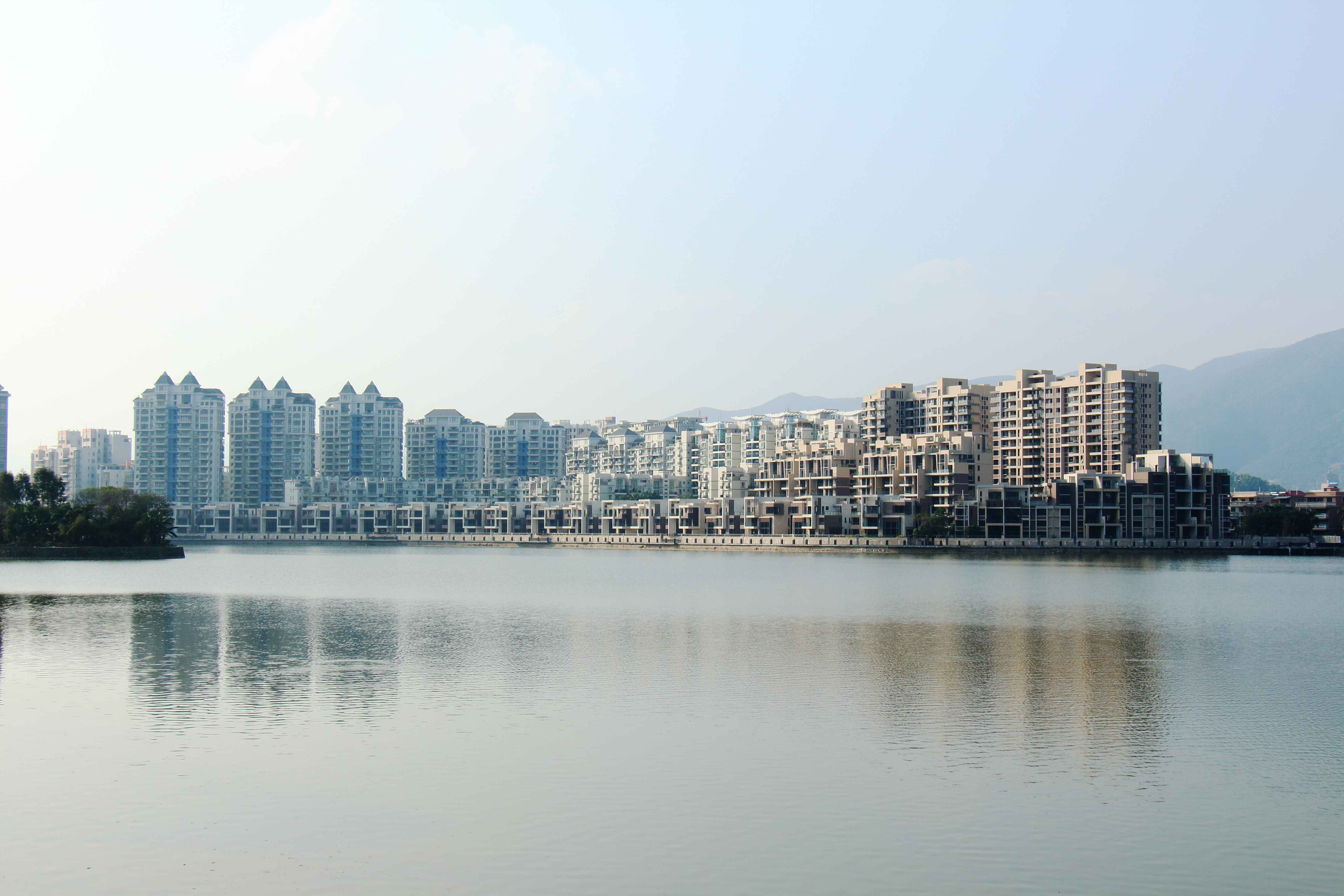
新世界花园楼盘

자오칭의 설립 연대는 불확실하나 이르면 진나라나 한나라 때부터 존재했으며 가오야오(高要)로 알려져있었다. 수나라 때 자오칭은 돤저우(端州)로 알려지게 되었고 중요한 행정의 중심이자 군사적 기반 역할을 했다.
1118년에 북송 휘종은 "길조의 시작"이라는 뜻의 자오칭이라는 현재 도시의 이름을 수여했다.
자오칭에 처음으로 서양인이 나타난 것은 16세기 후반에 이탈리아 선교사 마테오리치가 도착했을 때이다. 자오칭의 지방관이었던 왕판은 리치의 수학자와 지도 제작자로써의 기술을 듣기 위해 그를 초대하였고 리치는 이에 응해 도시로 이동하였다. 리치는 새로운 총독이 부임하여 그들을 내쫓기 전까지 1583년에서 1589년까지 이곳에 머물렀다. 자오칭은 리치가 1584년에 중국어로 된 최초의 세계 지도를 그린 곳이다.

## 경제

### 농업
자오칭은 천연 자원이 풍부해 산지에 석탄, 석회석, 구리, 납, 아연, 화강암, 금, 황, 석고 등이 매장되어 있다.
농업 분야에서 비옥한 평원에서 쌀, 사탕수수, 수산물, 과일, 로진, 계피가 생산된다. 원예 농업은 농업 분야에서 커다란 부분을 차지한다. 가금류와 가축은 또한 현대적인 개발과 경영을 시도하고 있다.
산지의 숲에는 약초가 풍부하여 로진이나 계피 등의 재료가 된다.

### 공업
식료품, 건자재, 전자, 극소 생물공학, 화학, 기계 설비, 방직업이 기둥 산업이다. 돤저우, 가오야오와 쓰후이 지역은 수출지향공업기지로 개발되어있다.
자오칭의 공업 개발의 촉진을 위해 지역 정부는 다양한 공업 단지를 조성하는 등 많은 노력을 기울이고 있다. 그 중에서 가장 큰 것은 광둥 첨단산업개발구역으로 면적은 109km2이고 두 개의 공업단지인 싼룽 공업단지(면적:9km2)와 다왕 공업단지(면적:100km2)로 이루어져있다. 다왕은 수출가공과 무역 지대로써 개발되고 있다.

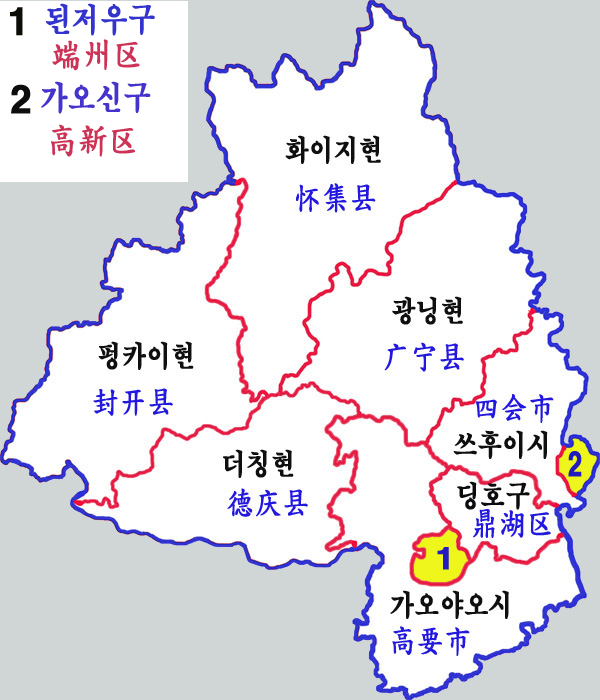
자오칭시 행정구역

## 행정 구역
3개의 시할구, 1개의 현급시, 4개의 현을 관할한다.
시할구
- 돤저우 구(端州区)
- 딩후 구(鼎湖区)
- 가오야오 구(高要区)

현급시
- 쓰후이 시(四会市)

현
- 더칭 현(德庆县)
- 펑카이 현(封开县)
- 광닝 현(广宁县)
- 화이지 현(怀集县)

## 교통

### 철도
- 자오칭 역
- 자오칭 동역 (중국철로고속 이용가능)